# Aeroportul Points North Landing
Aeroportul Points North Landing (IATA: YNL, ICAO: CYNL) este un aeroport din Saskatchewan, Canada. Aeroportul a fost tranzitat în 2017 de 3.295 de pasageri.
Situat la o altitudine de 488 m, aeroportul dispune de o singură pistă.